# Podzámčok
Podzámčok (maďarsky Dobróváralja) je obec v okrese Zvolen na středním Slovensku. Nachází se v severní části Pliešovské kotliny, na západním svahu pohoří Javorie. Protéká jí pravobřežní přítok řeky Neresnica.

## Historie
Obec je poprvé zmíněna v roce 1425 a vznikla z hospodářské usedlosti patřící k hradu Dobrá Niva. V rámci jeho panství museli místní sedláci platit daně. Samotné místo bylo v 17. století sídlem panství, stejně pak v 18. století. Hlavními zdroji příjmů obyvatel bylo lesnictví, zemědělství a včelařství.

## Pamětihodnosti
- citlivě opravená zřícenina hradu Dobrá Niva (také znám jako Dobronivský hrad)
- zvonice z roku 1868[2]

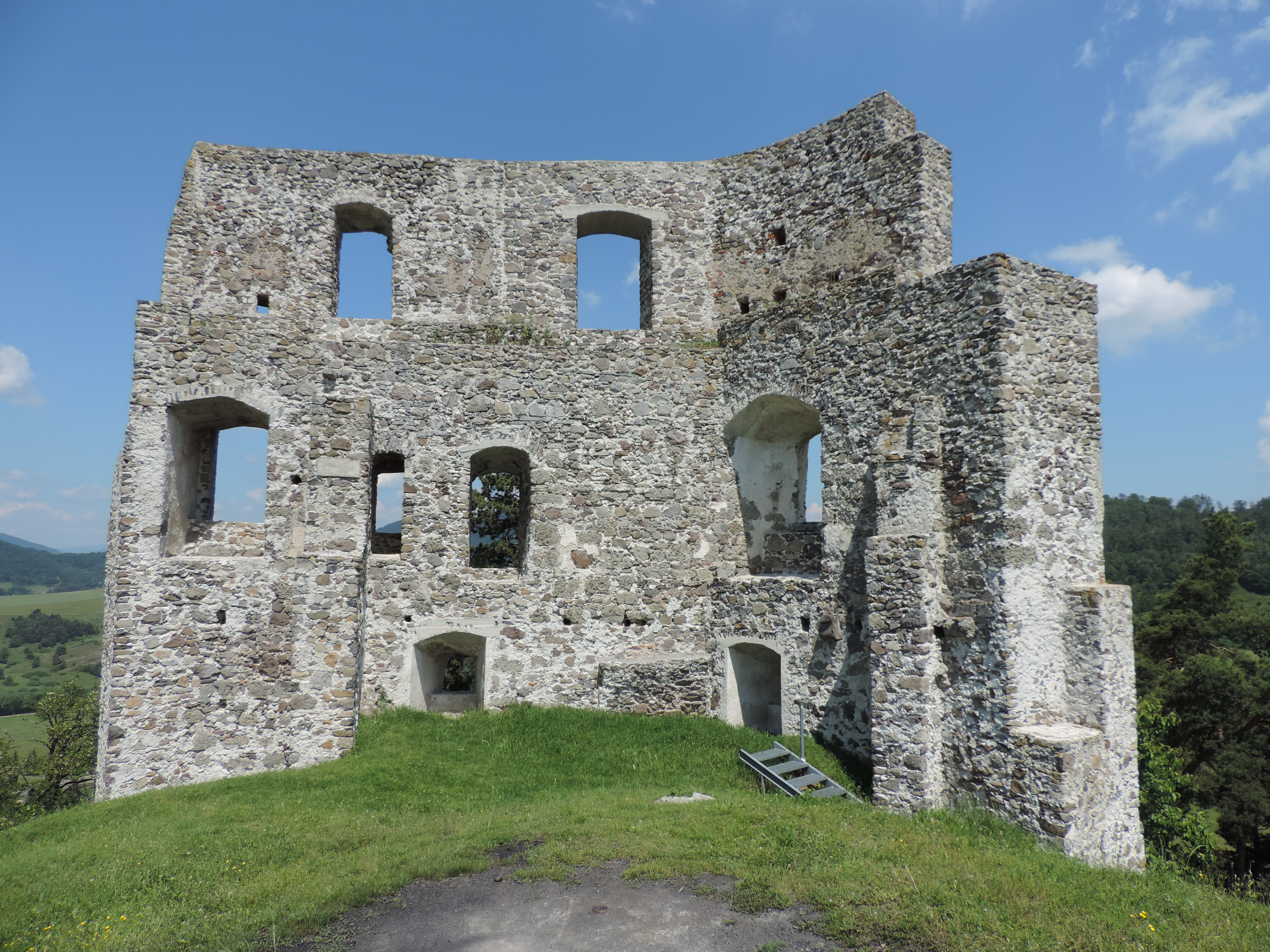
Zřícenina hradu Dobrá Niva
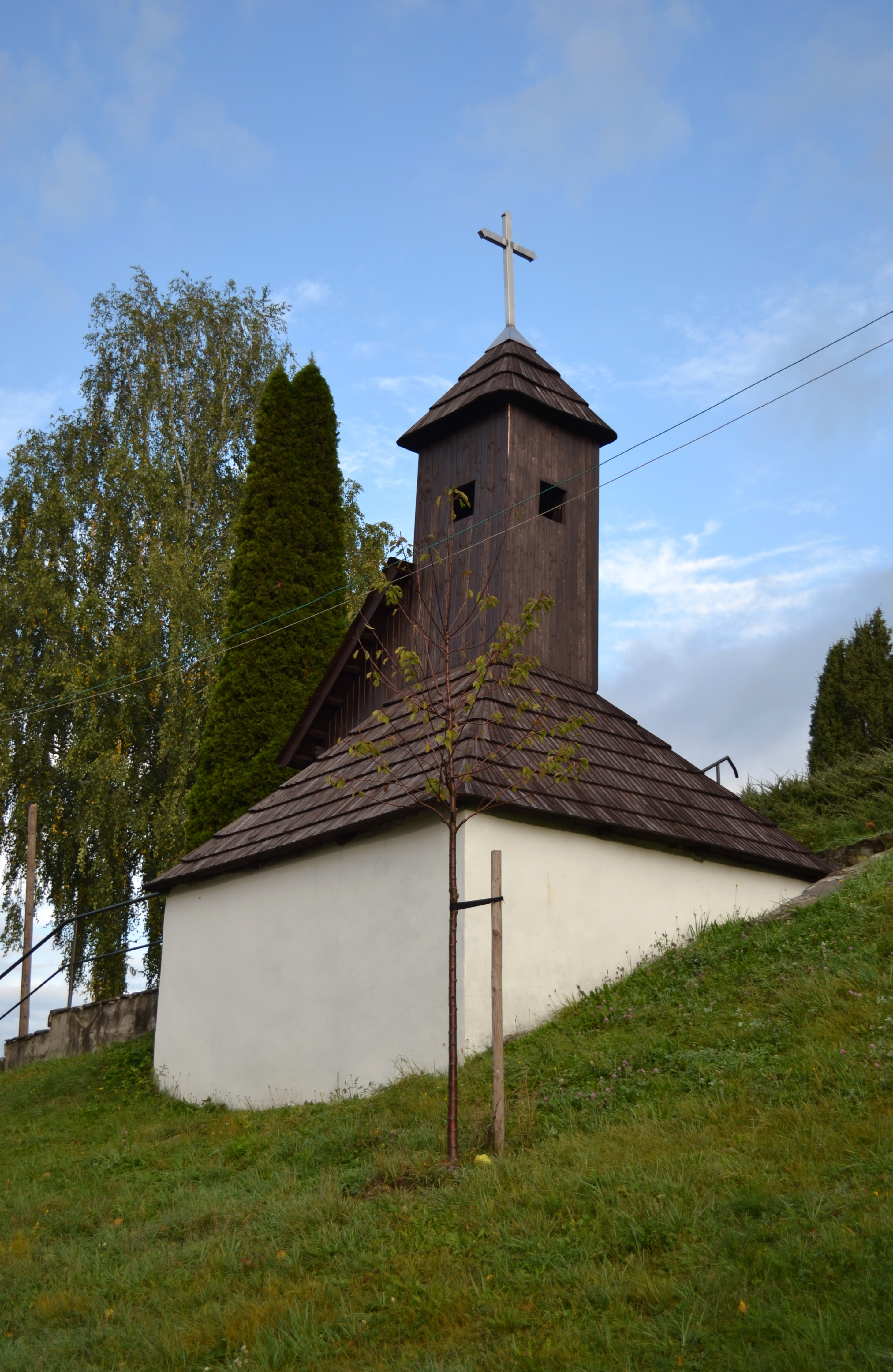
Zvonice